# Август (титула)
Август (лат. Augustus) је латинска реч која значи „величанствени“ или „узвишени“, а која се користила као једна од титула за римске цареве. Први ју је користио Октавијан када је године 27. п. н. е. добио титулу принцепс и тиме формално дотадашњу Републику претворио у Царство. Октавијан је инсистирао управо на тој титули, одбивши предлог Сената да га се преименује у Ромула, а након те одлуке га се звало искључиво Цезаром Августом, а не више Октавијаном. Иако су ту титулу користили и каснији цареви, тек ју је Диоклецијан пред крај 3. века почео користити као део своје службене титуле. Њен грчки еквивалент, коришћен у источном делу Царства, био је sebastos и, ређе, augoustos.
За разлику од неких ранијих римских царских титула као што су цезар, император или принцепс, август није послужила као основа за титуле у каснијем периоду. Уместо тога постала уобичајено име, односно назив за 8. месец у календарској години.